# Amt Jarmen-Tutow
Het Amt Jarmen-Tutow is een samenwerkingsverband van 7 gemeenten in het  Landkreis Vorpommern-Greifswald in de Duitse deelstaat Mecklenburg-Voor-Pommeren. Het Amt telt 6.723 inwoners. Het bestuurscentrum bevindt zich in de stad Jarmen. 

## Gemeenten
1. Alt Tellin (407)
2. Bentzin (848)
3. Daberkow (339)
4. Jarmen, stad * (2.941)
5. Kruckow (665)
6. Tutow (1.027)
7. Völschow (496)